# Ryōgo Kubo
Ryōgo Kubo (jap. 久保 亮五, Kubo Ryōgo; * 15. Februar 1920 in der Präfektur Tokio; † 31. März 1995 in Japan) war ein japanischer Physiker, der sich mit statistischer Mechanik und theoretischer Festkörperphysik beschäftigte.

## Leben und Werk
Kubo studierte Physik an der Kaiserlichen Universität Tokio, wo er 1941 sein Diplom machte und ab 1954 Professor war. Er erwarb sich früh den Ruf eines der besten Studenten, die jemals an der Universität Tokio studiert hatten. Er hatte über Polymerphysik promoviert und beschäftigte sich Anfang der 1950er Jahre mit Kazuhiza Tomita mit Relaxationsphänomenen in der Kernspinresonanz (NMR). Daraus entstand seine Linear-Response-Theorie für (irreversible) Systeme nahe dem thermodynamischen Gleichgewichtszustand, der sogenannte Kubo-Formalismus (ein Resultat ist die Kubo-Formel). Darin werden die linearen Transportkoeffizienten des Problems mit Zeit-Autokorrelationsfunktionen im Gleichgewichtsfall in Verbindung gebracht (Kubo-Green-Relationen), im Fall der NMR der Suszeptibilität und Spin-Spin-Autokorrelationsfunktionen. Kubo bewies in seiner Linear Response Theory auch das allgemeine Fluktuations-Dissipations-Theorem.
Nach ihm, P. C. Martin und Julian Schwinger sind die KMS-Bedingungen benannt, Randbedingungen für Greensche Funktionen (bei analytischer Fortsetzung zu imaginärer Zeit, die als inverse Temperatur identifiziert wird) in der Quantenstatistik für Zustände im thermischen Gleichgewicht. Sie ist auch auf die (relativistische) Quantenfeldtheorie erweitert worden und dient dort zur Charakterisierung von Zuständen im thermischen Gleichgewicht und hat ein Gegenstück in der Theorie der Operatoralgebren (Tomita-Takesaki-Theorie), mit weiteren Anwendungen in statistischer Mechanik und axiomatischer Quantenfeldtheorie.
Bis 1981 war er Professor an der Universität Tokio, danach in Kyoto. Seit 1985 war er Professor an der Keiō-Universität in Yokohama. 1981 war er als Lorentz-Professor Gast an der Universität Leiden.
1973 erhielt er den japanischen Kulturorden, 1977 die Boltzmann-Medaille. 1964/65 war er Präsident der Japanischen Physikalischen Gesellschaft. Er war Mitglied der American Academy of Arts and Sciences (seit 1973), der National Academy of Sciences (seit 1974), der Japanischen Akademie der Wissenschaften (seit 1982) und der Académie des sciences (seit 1984). Ihm zu Ehren wird seit 1997 alljährlich der „Kubo-Ryōgo-Gedenkpreis“ an Physiker im Alter bis 45 Jahre vergeben.

## Schriften
- Statistical mechanical theory of irreversible processes 1,2, J. Phys. Soc. Japan Bd. 12, 1957, S. 570, 1203 (Teil 2 mit M. Yokota, S. Nakajima)
- Some aspects of the statistical mechanical theory of irreversible processes, in Brittin, Dunham (Herausgeber) Lectures on theoretical physics, Interscience 1959
- Linear response theory of irreversible processes, in Statistical Mechanics of equilibrium and non equilibrium, North Holland 1965 (Proc.Symp. Aachen 1964)
- nur Hiroshi Ichimura, Tsunemaru Usui, Natsuki Hashitsume Statistical mechanics : an advanced course with problems and solutions, North Holland 1965, 7. Auflage 1988
- mit Ichimura, Usui, Hashitsume Thermodynamics: an advanced course with problems and solutions, North Holland 1968
- Selected papers of professor Ryogo Kubo on the occasion of his sixtieth birthday, Syokabo, Tokio 1980
- mit Morikazu Toda, Nobuhiko Saito Statistical physics, 1983, 1985:
  - Equilibrium statistical mechanics 1983, 2. Auflage 1992 (mit Toda, Saito), Springer
  - Nonequilibrium statistical mechanics (mit Toda, Hashitsume), 1985, 2. Auflage 1991, Springer
- Fluctuation-Dissipation Theorem, Reports on Progress in Physics, Bd. 29, 1966, S. 255.
- The Fluctuation-Dissipation Theorem and Brownian Motion, in Kubo (Herausgeber) 1965 Tokyo Summer Lectures in theoretical physics, Bd. 1 (Many Body Theory), Syokabo/Benjamin 1966
- Herausgeber mit Nagamiya Solid state physics, McGraw Hill 1969
- Statistical mechanics - a survey of its 100 years, Scientia 1979, S. 132–157